# Swedish Open 1983
Lo Swedish Open 1983 è stato un torneo di tennis giocato sulla terra rossa. È stata la 36ª edizione del torneo, che fa parte della categoria del Volvo Grand Prix 1983. Il torneo si è giocato a Båstad in Svezia dall'11 al 17 luglio 1983.

## Campioni

### Singolare maschile
Mats Wilander ha battuto in finale  Anders Järryd con il punteggio di 6–1 6–2

### Doppio maschile
Joakim Nyström /  Mats Wilander hanno battuto in finale  Anders Järryd /  Hans Simonsson con il punteggio di 1–6, 7–6, 7–6